# ʻAiea
ʻAiea – census-designated place (CDP) na wyspie Oʻahu, w hrabstwie Honolulu, na Hawajach, w Stanach Zjednoczonych. Według szacunków United States Census Bureau w roku 2010 CDP miało 9 338 mieszkańców.

## Geografia
Według United States Census Bureau census-designated place obejmuje powierzchnię 1,8 mil2 (7 km²), z czego 1,7 mil2 (4,3 km²) stanowi ląd, a 0,1 mil2 (0,3 km²) stanowi woda.

## Demografia
Według spisu z roku 2000, CDP zamieszkiwało 9 019 osób. Średni roczny dochód dla gospodarstwa domowego wynosił 71 155 $ a średni roczny dochód dla rodziny to 75 992 $. Średni roczny dochód na osobę wynosił 25 111 $ (41 384 $ dla mężczyzn i 32 394 $ dla kobiet). 4,6% rodzin i 3,4% mieszkańców census-designated place żyło poniżej granicy ubóstwa, z czego 8,1% to osoby poniżej 18 lat a 4,0% to osoby powyżej 65 roku życia.